# Lester Rowntree
Gertrude Ellen Lester Rowntree (* 16. Februar 1879 in Perinth, Vereinigtes Königreich; † 21. Februar 1979 in Carmel-by-the-Sea, Kalifornien, Vereinigte Staaten) war eine US-amerikanische autodidaktische Botanikerin und Autorin. Sie war eine Pionierin in der Erforschung, Vermehrung, Katalogisierung und Erhaltung einheimischer Pflanzen Kaliforniens.

## Leben und Werk
Rowntree war das siebte von acht Kindern einer alteingesessenen Quäkerfamilie. Bis 1828 war Quäkern und anderen Nonkonformisten durch die Test Acts der Zugang zu Universitäten und eine Karriere in der Regierung verwehrt. Die Quäker nutzten ihr Fähigkeiten in kommerziellen Unternehmen und drei große Quäkerfamilien, Cadbury, Rowntree und Fry entwickelten ein Monopol auf die Schokoladenindustrie in England. Strenggläubigen Quäkern waren die meisten Formen der Unterhaltung verboten, und Gartenarbeit wurde unter ihnen populär. Rowntrees Eltern waren begeisterte Hobbygärtner, die ihre Kinder zu dieser Tätigkeit ermutigten. 1887 verließ sie mit ihrer Familie England und zog nach Kansas, wo ihr Vater eine Farm gekauft hatte. Dort starben zwei ihrer Geschwister aufgrund einer verunreinigten Wasserversorgung. Nach zwei Jahren in Kansas zog sie mit ihrer Familie in eine Quäkergemeinde in der Nähe von Los Angeles nach Altadena in Kalifornien. Ihr Vater baute Zitrusfrüchte an und ihre Mutter unterrichtete die Kinder zu Hause.
Nachdem sie eine Zeit lang als Gouvernante gearbeitet hatte, besuchte sie die Westtown Friends School in Pennsylvania, die sie 1902 abschloss. Schüler in Quäker-Internaten wurden mit ihrem Nachnamen angesprochen, so dass sie Lester genannt wurde und sich auch weiterhin so nannte. 1908 heiratete sie Bernard Rowntree, einen wohlhabenden Quäker aus einer angesehenen Familie, und bekam 1911 einen Sohn mit ihm. Um 1926 erkrankte sie an Eierstockkrebs und zog mit ihrer Familie nach Kalifornien. 1930 wurde sie von ihrem Ehemann geschieden. Ihr 1938 geborener Enkel Lester B. Rowntree wurde später Geographie-Professor an der San José State University.

## Pflanzensamensammlerin
Rowntree begann in Kalifornien ihre Karriere als eine der führenden Sammlerinnen von Wildblumensamen. Sie wanderte oft allein oder mit einem Lasttier in verlassenen und abgelegenen Gegenden auf der Suche nach seltenen Arten. Sie sammelte in ganz Kalifornien Pflanzensamen und belieferte Arboreten und botanische Gärten im ganzen Land mit diesen Samen. Sie besaß ein Geschäft, Lester Rowntree & Company in Carmel, das landesweit Wildblumensamen an Gärtner verkaufte.
Bis 1932 hatte sie über 100 Artikel über Pflanzen und Gartenarbeit geschrieben, was es ihr ermöglichte, ein Grundstück in Carmel-by-the-Sea zu kaufen. Den Bau des Hauses finanzierte sie mit den Einnahmen aus ihren schriftstellerischen Arbeiten und indem sie mit lokalen Handwerkern Gartenbaukenntnisse austauschte. Während sie die Winter in Carmel-by-the-Sea lebte, durchquerte sie Kalifornien größtenteils in ihrem Auto, vollgepackt mit Campingbedarf, Wanderausrüstung, einer Kamera und Samensäcken.

## Einsatz für den Naturschutz und Autorin
Der Schutz von Wildblumen wurde zu einem zentralen Bestandteil ihrer Aktivitäten. Ihre bevorzugte Strategie zum Schutz einheimischer Pflanzen bestand darin, diese an Ort und Stelle zu schützen. Wenn dies nicht möglich war, befürwortete sie die Bereitstellung von nahe gelegenen Grundstücken als Schutzgebiete für einheimische Pflanzen.
Neben ihren beiden Büchern Hardy Californians (1936) und Flowering Shrubs of California (1939), veröffentlichte sie über 700 Artikel, Buchrezensionen, Kommentare und Gartenkolumnen.
1949 wurde durch eine Reihe von Bränden ihre Samensammlung, die Baumschule mit Hunderten von Topfpflanzen und das Schreibstudio, in dem sich ihre Feldnotizen, Tagebücher, Fotografien und mehrere Manuskripte befanden, zerstört. Nach den Bränden schrieb sie in den 1950er Jahren vier Kinderbücher, Ronnie (1950), Ronnie and Don (1953), Little Turkey (1955) und Denny and the Indian Magic (1958).
Nachdem sie viele Jahre praktisch in ihrem Auto gelebt hatte, arbeitete sie an der Schaffung eines Gartens, den sie ab und zu der Öffentlichkeit zugänglich machte.
Zu ihrem 100. Geburtstag erhielt sie Grüße von Königin Elisabeth II., Präsident Jimmy Carter und Gouverneur Jerry Brown. Sie starb 1979 in Carmel fünf Tage nach ihrem hundertsten Geburtstag.
Zum Zeitpunkt ihres Todes war Rowntree Ehrenpräsidentin auf Lebenszeit der California Native Plant Society, Sekretärin der British Alpine Society, Präsidentin ohne Geschäftsbereich der American Herb Society, Ehrenmitglied der Desert Protective Society und der American Rock Garden Association.
Beim Zitieren eines botanischen Namens wird die Standardabkürzung Rowntree verwendet, um sie als Autorin anzugeben.

## Ehrungen (Auswahl)
Während ihrer letzten Jahrzehnte wurde sie von zahlreichen Pflanzenschutzorganisationen für ihre Verdienste gewürdigt. 1965 wurde sie mit der Gründung der California Native Plant Society (CNPS) zur Ehrenpräsidentin auf Lebenszeit ernannt. 1971 wurde sie von der American Horticultural Society für ihre Arbeit zum Schutz einheimischer kalifornischer Pflanzen geehrt und 1974 wurde ihr eine ähnliche Auszeichnung von der California Horticultural Society verliehen.
Der Lester Rowntree Native Plant Garden liegt im Mission Trail Nature Preserve und wurde nach ihr benannt.
Arctostaphylos Lester Rowntree, die im Rancho Santa Ana Botanic Garden aus Samen von Rowntree als eine Hybride aus
Arctostaphylos pajaroensis gezüchtet wurde, ist nach ihr benannt.

## Veröffentlichungen (Auswahl)
- Lester Rowntree: Hardy Californians: A Woman's Life With Native Plants. Berkeley, University of California, 2006, ISBN 978-0-520-25051-2. Neuausgabe mit einer Einleitung von Lester B. Rowntree und Rowan A. Rowntree.